# هکتور گویتنیک
هکتور گویتنیک (انگلیسی: Hector Goetinck؛ ۵ مارس ۱۸۸۶ – ۲۶ ژوئن ۱۹۴۳) بازیکن فوتبال اهل بلژیک بود.
از باشگاه‌هایی که در آن بازی کرده‌است می‌توان به باشگاه فوتبال کلوب بروخه، اشاره کرد.
وی همچنین در تیم ملی فوتبال بلژیک بازی کرده‌است.